# عبدالعزیز الدوسری (بازیکن فوتبال)
عبدالعزیز الدوسری (عربی: عبد العزيز سعيد الدوسري؛ زادهٔ ۱۱ اکتبر ۱۹۸۸) یک بازیکن فوتبال اهل عربستان سعودی است.
از باشگاه‌هایی که در آن بازی کرده‌است می‌توان به الهلال عربستان اشاره کرد.

## تیم ملی
وی همچنین در تیم ملی فوتبال عربستان سعودی بازی کرده است.